# Fengyi (häradshuvudort i Kina, Sichuan Sheng, lat 31,68, long 103,85)
Fengyi (kinesiska: 凤仪, 茂县) är en häradshuvudort i Kina. Den ligger i provinsen Sichuan, i den sydvästra delen av landet, omkring 120 kilometer norr om provinshuvudstaden Chengdu. Antalet invånare är 104 829. Befolkningen består av 51 186 kvinnor och 53 643 män. Barn under 15 år utgör 19,0 %, vuxna 15-64 år 72 %, och äldre över 65 år 7,0 %.
Runt Fengyi är det tätbefolkat, med 411 invånare per kvadratkilometer. Det finns inga andra samhällen i närheten. I omgivningarna runt Fengyi växer i huvudsak blandskog.
Genomsnittlig årsnederbörd är 1 209 millimeter. Den regnigaste månaden är juli, med i genomsnitt 276 mm nederbörd, och den torraste är december, med 10 mm nederbörd.